# Иван Близнаков
Иван Георгиев Близнаков е български футболист.

## Биография
Роден е на 15 ноември 1967 г. в Гоце Делчев. Играл е като защитник, дефанзивен и офанзивен халф за Пирин (Гоце Делчев), Етър, Локомотив (Русе), Раковски (Русе), Монтана, Банско Копривлен и Спартак (Долно Дряново). В А група има 81 мача и 7 гола. В Бгрупа има 84 мача и 19 гола. Във Вгрупа има 172 мача и 92 гола. В други групи има 42 мача и 17 гола. Общо 379 мача и 135 гола. Изпълнителен директор на Пирин (ГД) от 2005 година. От 2012 година Спортен Директор

## Статистика по сезони
- Пирин (ГД) – 1983/84 - Б група, 6 мача/1 гол
- Пирин (ГД) – 1984/85 - Б група, 19/3
- Пирин ГД – 1985/86 – В група, 15/7
- Банско – 1986/87 – А Окр, група, 12/6
- ПиринГД – 1987/88 – В група, 30/16
- Пирин ГД – 1988/89 – В група, 30/15
- ПиринГД – 1989/90 – В група, 28/14
- Пирин (ГД) – 1990/91 - В група, 27/14
- Пирин (ГД) – 1991/92 - В група, 30/16
- Етър ВТ – 1992/93 – А група, 16/1
- Локомотив (Рс) – 1993/94 - Б група, 21/8
- Раковски(Рс) – 1994/95 - Б група, 23/6
- Раковски – 1995/96 - А група, 29/4
- Раковски – 1996/1997. - А група, 24/1
- Монтана – 1997/пр. - А група, 12/1
- Монтана – 1997/98 - Б група,15/1
- Копривлен – 1998/99 – АОкр, група, 12/6
- Пирин ГД-2002-В група 12\10
- Спартак (ДД) – 2004/05 - А ОФГ, 18/5